# Baudre
Baudre település Franciaországban, Manche megyében. Lakosainak száma 595 fő (2022. január 1.). Baudre Saint-Lô, Condé-sur-Vire és Sainte-Suzanne-sur-Vire községekkel határos.

## Népesség
A település népességének változása:
| Lakosok száma | 247  | 371  | 365  | 460  | 535  | 544  | 539  | 544  | 560  | 595  |
|               | 1968 | 1982 | 1990 | 2006 | 2013 | 2015 | 2017 | 2019 | 2020 | 2022 |